# 카르시 공항
카르시 공항 IATA: KSQ, ICAO: UTSK은 우즈베키스탄 남동부, 카르시 남서쪽에 위치한 공항이다.

## 항공사와 목적지
| 항공사            | 목적지                                 |
| ----------------- | -------------------------------------- |
| 카노트 샤르크     | 이스탄불                               |
| 실크 아비아       | 타슈켄트                               |
| 우랄 항공         | 모스크바–도모데도보, 모스크바–주콥스키 |
| 우즈베키스탄 항공 | 모스크바–브누코보, 상트페테르부르크    |

## 같이 보기
- 카르시-하나바드 공군기지
- 구 소련에서 가장 붐비는 공항 목록
- 우즈베키스탄의 교통